# Lavoslav Ružička
Lavoslav (Leopold) Ružička, né le 13 septembre 1887 à Vukovar et décédé le 26 septembre 1976, est un chimiste de nationalité croate, austro-hongroise et suisse. Il est lauréat de la moitié du prix Nobel de chimie de 1939.

## Biographie

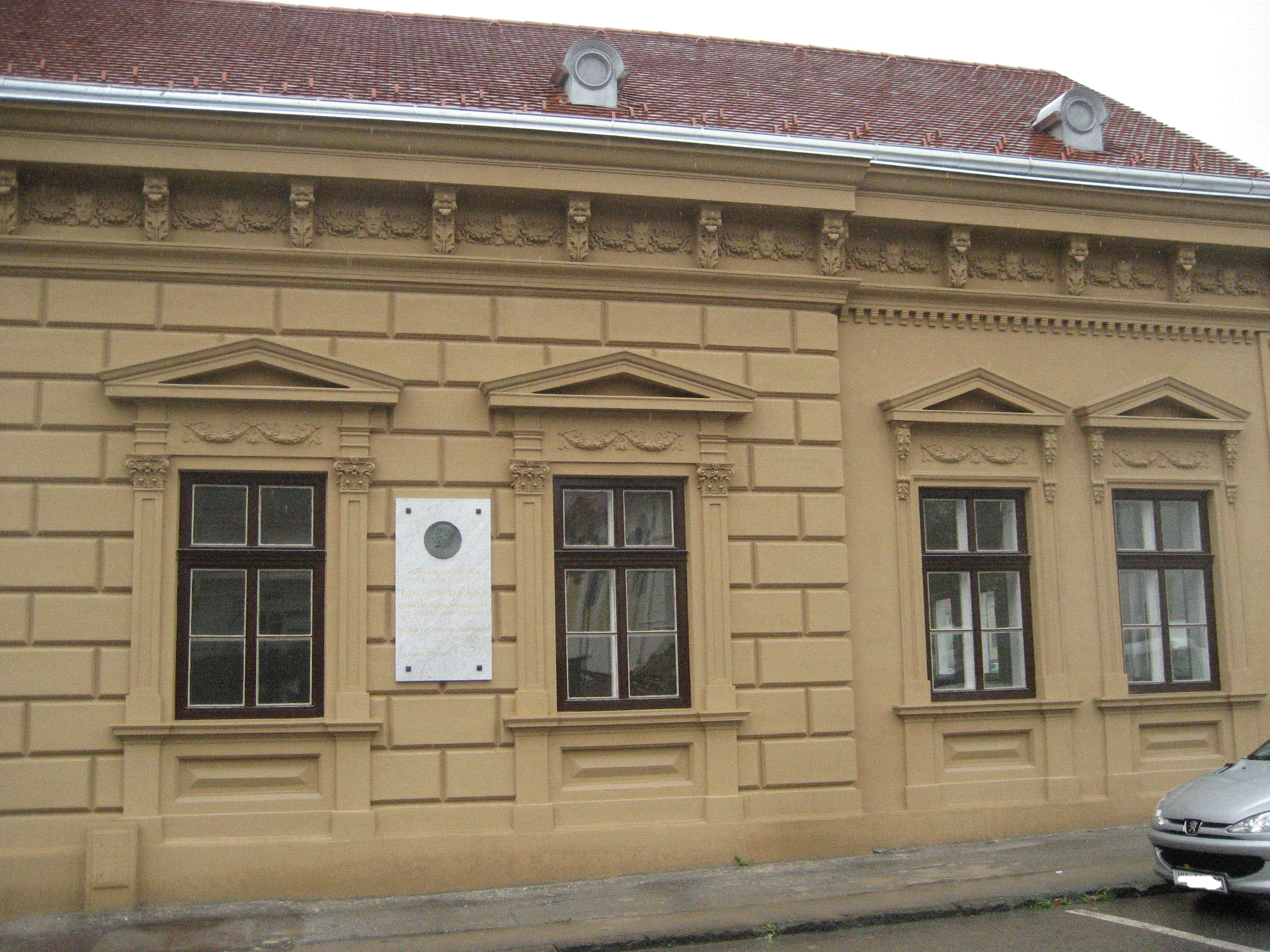
Maison natale de Ružička à Vukovar

### Jeunesse et formation
Ružička est né à Vukovar (alors ville d'Autriche-Hongrie) dans une famille d'artisans et de paysans d'origines tchèque, allemande et croate. 
Ružička effectue ses études à Osijek et se destine dans un premier temps à la prêtrise, avant de décider d'étudier la chimie, probablement en espérant trouver un travail dans la toute nouvelle raffinerie de sucre ouverte à Osijek. Il s'inscrit alors à l'université technique de Karlsruhe en Allemagne. Il est un bon élève dans les domaines qui l'intéressent et dont il pense qu'ils lui seront utiles dans le futur, et particulièrement en chimie organique. C'est pourquoi son professeur de chimie physique, Fritz Haber (futur lauréat du prix Nobel de chimie en 1918), s'oppose à ce qu'il obtienne son diplôme avec félicitations. En revanche, il établit durant ses études une collaboration fructueuse avec Hermann Staudinger (futur lauréat du prix Nobel de chimie en 1953). Il obtient son doctorat en 1910 en étudiant dans le département de Staudinger, puis suit celui-ci à Zurich en tant qu'assistant. Il prend la nationalité suisse en 1917.

### Carrière
Les premiers travaux de Ružička concernent le domaine de la chimie des substances naturelles, domaine de recherche auquel il consacrera toute sa carrière. Il étudie la composition de la poudre d'insecte de Dalmatie (Pyrethrum cinereriifolium), un insecticide très estimé d'origine végétale. À cet effet, il étudie la chimie des terpènes issus d'huiles parfumées d'origine végétale, qui intéresse l'industrie de la parfumerie. Il commence ses travaux de recherche individuellement, puis initie une collaboration fructueuse avec l'entreprise Cie Company de Genève.
En 1916-1917, il reçoit le soutien de la plus ancienne entreprise de parfumerie du monde, Haarman & Reimer, de Holzminden en Allemagne. Du fait de son expertise dans le domaine des terpènes, il obtient un poste de maître de conférences en 1918, et en 1923 de professeur à l'École polytechnique fédérale de Zurich ainsi qu'à l'université de Zurich. C'est là avec l'aide d'un groupe d'étudiants en doctorat qu'il détermine l'existence et la structure chimique des composés odoriférants d'origine animale, musc et civette.
En 1921, l'entreprise de parfumerie suisse Chuit, Naef & Firmenich lui propose une collaboration qu'il accepte. Cependant, ses moyens financiers n'étant pas suffisant, il quitte l'entreprise pour travailler à Zurich pour Ciba. En 1927, il obtient la chaire de chimie organique de l'Université d'Utrecht aux Pays-Bas. Il y reste trois ans avant de rentrer en Suisse où l'industrie chimique est plus performante.
De retour en Suisse, il devient professeur de chimie organique à l'École polytechnique fédérale de Zurich, où il débute la partie la plus brillante de sa carrière scientifique. Il étend le champ de ses recherches, en ajoutant à la chimie des terpènes celle des stéroïdes. Grâce à la réussite de la synthèse des hormones sexuelles (androstérone et testostérone), son laboratoire devient le centre de la chimie organique mondiale.
En 1939, il reçoit la moitié du prix Nobel de chimie de 1939 (l'autre moitié a été remise à Adolf Butenandt) « pour son travail sur les polyméthylènes et les terpènes supérieurs ». À la suite de cette distinction, il est invité en 1940 par l'Association croate de chimie pour une conférence devant des dignitaires. Le sujet de sa conférence est Depuis la poudre d'insecte de Dalmatie jusqu'aux hormones sexuelles. Il devient membre étranger de la Royal Society le 18 juin 1942. Durant la Seconde Guerre mondiale, il perd une partie de ses collaborateurs, et restructure son laboratoire avec de nouveaux chercheurs jeunes et prometteurs, parmi lesquels Vladimir Prelog, futur lauréat du prix Nobel de chimie en 1975. Avec l'aide de ses nouveaux collaborateurs, il étend une nouvelle fois le champ de ses recherches.
Après 1950, Ružička s'intéresse à de nouveaux aspects de la chimie. Ses nouveaux travaux concernent la biochimie, le problème de l'évolution et de l'apparition de la vie, et particulièrement la biogenèse des terpènes. Il propose une hypothèse intitulée règle de l'isoprène biogénétique, qui constitue l'apogée de sa carrière scientifique. Il est lauréat du Faraday Lectureship de la Royal Society of Chemistry en 1956. En 1957, Ružička prend sa retraite et laisse la direction de son laboratoire à Vladimir Prelog.
Il meurt le 26 septembre 1976 à Mammern dans le canton de Thurgovie et est enterré au cimetière de Fluntern à Zurich. Sa seconde épouse Gertrud est morte en 1992.

## Postérité
Ružička a consacré beaucoup d'efforts au problème de l'enseignement. Il a insisté sur une meilleure organisation de l'enseignement et de la recherche académique dans la nouvelle Yougoslavie, et a créé la Société Suisse-Yougoslavie. Ružička a été académicien membre de l'Académie yougoslave des sciences et des arts à Zagreb. En Suisse, le Prix Ružička, décerné à de jeunes chimistes travaillant en Suisse, a été créé en son honneur. Dans sa ville natale de Vukovar, un musée a été ouvert en son honneur en 1977, mais a été détruit par l'armée serbe en 1991 au cours de la guerre de Croatie.